# Beehive Boot
| The Beehive Boot |                                                                                      |                                                             |
| BYU Cougars | Utah Utes                                                                            | Utah State Aggies                                           |
| 0Sport 0Création 0Catégorie 0Lieu(x)                                                                                             | 0 Football américain 0 1971 0 Universitaire 0 Divers                                 | 0 Football américain 0 1971 0 Universitaire 0 Divers        |
| Palmarès |                                                                                      |                                                             |
| BYU (24) 1975 1976 1977 1979 1980 1981 1983 1984 1985 1986 1987 1989 1990 1991 1992 1996 1998 2000 2001 2006 2007 2009 2021 2022 | Utah (15) 1978 1988 1993 1994 1995 1999 2002 2003 2004 2005 2008 2011 2013 2015 2016 | Utah State (9) 1971 1972 1973 1974 1982 1997 2010 2012 2014 |

La Beehive Boot, est une compétition de football américain universitaire opposant généralement chaque année les trois universités membres de la NCAA Division I FBS que sont les Cougars de BYU, les Utes de l'Utah et les Aggies d'Utah State.
Elle symbolise la suprématie au cours de la saison écoulée du football américain universitaire au sein de l'État de l'Utah. Elle a été créée lors de la saison 1971.
Le trophée du même nom est une botte authentique de pionniers mormons dont on estime qu'elle a plus de 100 ans. Il est généralement décerné chaque année à l'université de l'Utah qui a le meilleur bilan contre ses deux adversaires.
L'université d'État de Weber était à l'origine éligible pour remporter le trophée et les matchs contre eux comptaient pour le bilan de leurs adversaires lors de la détermination du vainqueur du trophée. On ne sait pas quand cela a cessé d'être le cas, mais c'était au moins en 2012, lorsque Utah State a remporté le trophée contre BYU (la victoire de BYU sur Weber State n'ayant pas été comptabilisée dans leur bilan au sein de l'État).
En cas d'égalité, le vainqueur était choisi par vote des médias de l'État. Un tel événement s'est déjà produit quatre fois : en 1973, 1997, 2010 et 2012. L'Utah State a reçu le trophée chaque année La saison 2017 s'est également terminée par un match nul où Utah et Utah State ont battu BYU, mais ne se sont pas affrontés. Cependant, aucun vainqueur n'a reçu officiellement le Beehive Boot lors de ces saisons.
En plus du Beehive Boot, BYU et Utah State jouent également pour le trophée The Old Wagon Wheel. Les trois mêmes universités, ainsi que les universités Weber State, Southern Utah et Utah Valley, ont également joué pour un trophée d'État en basket-ball appelé le Old Oquirrh Bucket jusqu'à la saison 2010, lorsqu'il a été retiré en raison de la réorganisation des conférences
Avec la Florida Cup, le Commander-in-Chief's Trophy et le Michigan MAC Trophy, le Beehive Boot est l'une des rares rivalités à trois de la FBS qui remet un trophée au vainqueur.

## Histoire
Fin de saison 2023, c'est BYU qui a remporté le plus le trophée (23 victoires), suivi par Utah (15) et Utah State (9).
Après avoir résidé à Logan sur le campus d'Utah State pendant les quatre premières années de son existence, le trophée a passé la majeure partie des deux décennies suivantes entre les mains de BYU. Les Cougars ont remporté la série intra-étatique 19 des 27 années suivantes, dont cinq d'affilée de 1983 à 1987.
Depuis le milieu des années 1990, le trophée a fait des allers-retours entre Salt Lake City (BYU) et Provo (Utah) à de nombreuses reprises. Utah a connu une brève période de succès au début de ce siècle, remportant quatre Beehive Boot consécutifs de 2002 à 2005. Il a également fait quelques voyages à Logan au cours des deux dernières décennies.
Historiquement et statistiquement, le trophée revient au vainqueur du match BYU-Utah, Utah State n'ayant remporté le trophée qu'à 9 reprises.
Le vainqueur du Beehive Boot n'a perdu un match intra-étatique qu'à quatre reprises (Utah State en 1973, 1982, 1997, 2012).
Le trophée a ensuite cessé d'être décerné (2017-2020, 2022),,.
Après avoir gagné ses deux matchs en 2021, BYU de facto vainqueur du trophée a demandé où se trouvait le trophée. Le trophée est finalement retrouvé deux semaines plus tard au sein de l'université d'Utah.
Les rivalités entre ces trois équipes sont dénommées comme suit :
- La Holy War pour les rencontres entre BYU et Utah ;
- La Battle of the Brothers pour les rencontres entre Utah et Utah State ;
- La Battle for the Old Wagon Wheel pour les rencontres entre BYU et Utah State, seule des trois rivalités où un trophée est décerné.

## Palmarès
| Victoire d'Utah | Victoire de BYU | Victoires d'Utah State | Pas de match, annulé ou trophée non décerné |

| Saison | Vainqueur trophée                    | Score BYU-Utah                | Score BYU-USU           | Score Utah-Utah State |
| ------ | ------------------------------------ | ----------------------------- | ----------------------- | --------------------- |
| 1971   | Utah State (2–0)                     | 17–15                         | 29–07                   | 21–17                 |
| 1972   | Utah State (3–0)                     | 16–07                         | 42–19                   | 44–16                 |
| 1973   | Utah State (2–1) Vote des médias     | 46–22                         | 13–07                   | 31–28                 |
| 1974   | Utah State (3–0)                     | 48–20                         | 09–06                   | 34–0                  |
| 1975   | Brigham Young (2–0)                  | 51–20                         | 24–07                   | 13–07                 |
| 1976   | Brigham Young (2–0)                  | 34–12                         | 28–17                   | 36–10                 |
| 1977   | #20 Brigham Young (2–0)              | 38–08 BYU #14                 | 65–06 BYU #20           | 20–0                  |
| 1978   | Utah (3–0)                           | 23–22                         | 24–07                   | 23–20                 |
| 1979   | #13 Brigham Young (3–0)              | 27–00 BYU #10                 | 48–24 BYU #16           | 47–21                 |
| 1980   | #12 Brigham Young (2–0)              | 56–06 BYU #13                 | 70–46                   | 23–19                 |
| 1981   | #13 Brigham Young (2–0)              | 56–28 BYU #18                 | 32–26 BYU #10           | 10–0                  |
| 1982   | Utah State (2–1)                     | 17–12                         | 20–17                   | 42–10                 |
| 1983   | #7 Brigham Young (2–0)               | 55–07 BYU #9                  | 38–34 BYU #15           | 21–17                 |
| 1984   | #1 Brigham Young (2–0)               | 24–14 BYU #3                  | 38–13 BYU #1            | 21–10                 |
| 1985   | #16 Brigham Young (2–0)              | 38–28 BYU #11                 | 44–00 BYU #18           | 34–07                 |
| 1986   | Brigham Young (2–0)                  | 35–21                         | 52–00 BYU #18           | 27–10                 |
| 1987   | Brigham Young (2–0)                  | 21–18                         | 45–24                   | 41–36                 |
| 1988   | Utah (2–0)                           | 57–28                         | 38–03                   | 42–21                 |
| 1989   | #22 Brigham Young (2–0)              | 70–31 BYU #21                 | 37–10                   | 45–10                 |
| 1990   | #22 Brigham Young (2–0)              | 45–22 BYU #5                  | 45–10 BYU #4            | 19–10                 |
| 1991   | #23 Brigham Young (2–0)              | 48–17                         | 38–12                   | 12–07                 |
| 1992   | Brigham Young (2–0)                  | 31–22                         | 30–09                   | 42–18                 |
| 1993   | Utah (2–0)                           | 34–31                         | 58–56                   | 31–29                 |
| 1994   | #10 Utah (2–0)                       | 34–31 Utah #21 BYU #20        | 34–06                   | 32–17                 |
| 1995   | Utah (2–0)                           | 34–17                         | Pas de match            | 40–20                 |
| 1996   | #5 Brigham Young (2–0)               | 37–17 BYU #8                  | 45–17 BYU #21           | 20–17                 |
| 1997   | Utah State (1–1) Vote des médias     | 20–14                         | 42–35 BYU #24           | 21–14                 |
| 1998   | Brigham Young (1–0)                  | 26–24                         | Pas de match            | 20–12                 |
| 1999   | Utah (2–0)                           | 20–17 BYU #19                 | 34–31                   | 38–18                 |
| 2000   | Brigham Young (2–0)                  | 34–27                         | 38–14                   | 35–14                 |
| 2001   | #25 Brigham Young (2–0)              | 24–21 BYU #8                  | 54–34 BYU #20           | 23–19                 |
| 2002   | Utah (2–0)                           | 13–06                         | 35–34                   | 23–03                 |
| 2003   | #21 Utah (2–0)                       | 03–0                          | Pas de match            | 40–20                 |
| 2004   | #4 Utah (2–0)                        | 52–21 Utah #5                 | Pas de match            | 48–06 Utah #15        |
| 2005   | Utah (2–0)                           | 41PR34                        | Pas de match            | 31–07                 |
| 2006   | #16 Brigham Young (2–0)              | 33–31 BYU #21                 | 38–0                    | 48–0                  |
| 2007   | #14 Brigham Young (1–0)              | 17–10 BYU #23                 | Pas de match            | 34–18                 |
| 2008   | #2 Utah (2–0)                        | 48–24 Utah #8 BYU #16         | 34–14 BYU #8            | 58–10 Utah #22        |
| 2009   | #12 Brigham Young (2–0)              | 26PR23 BYU #18 Utah #22       | 35–17 BYU #20           | 35–17 Utah #19        |
| 2010   | Utah State (1–0) Vote des médias     | 17–16 Utah #23                | 31–16                   | Pas de match          |
| 2011   | Utah (1–0)                           | 54–10                         | 27–24                   | Pas de match          |
| 2012   | #16 Utah State (1–1) Vote des médias | 24–21 BYU #25                 | 6–3                     | 27–20                 |
| 2013   | Utah (2–0)                           | 20–13                         | 31–14                   | 30–26                 |
| 2014   | Utah State (1–0)                     | Pas de match                  | 35–20 BYU #18           | Pas de match          |
| 2015   | #17 Utah (2–0)                       | 35–28 Las Vegas Bowl Utah #20 | 51–28                   | 24–14 Utah #24        |
| 2016   | #23 Utah (1–0)                       | 20–19                         | 28–10                   | Pas de match          |
| 2017   | Trophée non attribué                 | 19–13                         | 40–24                   | Pas de match          |
| 2018   | Trophée non attribué                 | 35–27 Utah #18                | 45–20                   | Pas de match          |
| 2019   | Trophée non attribué                 | 30–12 Utah #14                | 42–14                   | Pas de match          |
| 2020   | Trophée non attribué                 | Match annulé (Covid-19)       | Match annulé (Covid-19) | Pas de match          |
| 2021   | #19 Brigham Young (2–0)              | 26–17 Utah #21                | 34–20 BYU #13           | Pas de match          |
| 2022   | Brigham Young (1–0)                  | Pas de match                  | 38-26 BYU #19           | Pas de match          |
| 2023   | Trophée non attribué                 | Pas de match                  | Pas de match            | Pas de match          |
| 2024   | Trophée non attribué                 | 22-21 BYU #9                  | Pas de match            | 38–21 Utah #12        |

## Articles annexes
- Liste des matchs de rivalité en football américain universitaire de la NCAA
- Holy War (BYU-Utah)
- Battle for the Old Wagon Wheel (BYU-Utah State)
- Battle of the Brothers (Utah-Utah State)